# 北畑 (郡山市)
北畑（きたばたけ）は、福島県郡山市に所在する字である。郵便番号は963-8804。

## 地理
郡山市役所本庁所管地域である旧郡山地区に属し、住所としては「郡山市字北畑」と表記される。東端角で佐野良、南東で下舘野、南で古屋敷、残る西から北東にかけて横塚とそれぞれ隣接する。JR東日本郡山駅東側市街地東部に位置し、美術館通り沿線一角を範囲とする。域内は美術館通りの南側に住宅地が広がり、北側には介護施設や農地が存在する。芳賀に所在する郡山警察署芳賀交番、および堂前町に所在する郡山消防署本署がそれぞれ管轄にあたる。

## 世帯数と人口
2024年1月1日現在の世帯数と人口は以下の通りである。
| 町丁 | 世帯数 | 人口  |
| ---- | ------ | ----- |
| 北畑 | 67世帯 | 151人 |

## 小・中学校の学区
市立小・中学校に通う場合、学区は以下の通りとなる。
| 番地 | 小学校             | 中学校                 |
| ---- | ------------------ | ---------------------- |
| 全域 | 郡山市立芳賀小学校 | 郡山市立郡山第四中学校 |

## 交通

### 道路
- 一級市道56号赤沼方八町線（美術館通り）

## 施設等
- ダイハツ福島 ダイハツ郡山東部
- さかえグリーンハート（介護施設）